# Liste der Kulturgüter in Uetendorf
Die Liste der Kulturgüter in Uetendorf enthält alle Objekte in der Gemeinde Uetendorf im Kanton Bern, die gemäss der Haager Konvention zum Schutz von Kulturgut bei bewaffneten Konflikten, dem Bundesgesetz vom 20. Juni 2014 über den Schutz der Kulturgüter bei bewaffneten Konflikten sowie der Verordnung vom 29. Oktober 2014 über den Schutz der Kulturgüter bei bewaffneten Konflikten unter Schutz stehen.
Objekte der Kategorie A sind im Gemeindegebiet nicht ausgewiesen, Objekte der Kategorie B sind vollständig in der Liste enthalten, Objekte der Kategorie C fehlen zurzeit (Stand: 27. April 2024). Unter übrige Baudenkmäler sind geschützte Objekte zu finden, die im Bauinventar des Kantons Bern als «schützenswert» verzeichnet sind.

## Kulturgüter
| Foto |                                                             | Objekt                           | Kat. | Typ | Standort                     | Beschreibung |
| ---- | ----------------------------------------------------------- | -------------------------------- | ---- | --- | ---------------------------- | --- |
| ja   | Datei hochladen · Wikidata zu Campagne Eichberg (Q29675644) | Landsitz Eichberg KGS-Nr.: 01299 | B    | G   | Eichberg 275 609640 / 181060 | In den Jahren 1792/93 erbautes Landhaus im frühklassizistischen Stil. Majestätischer, schlicht gegliederter zweigeschossiger Putzbau unter Vollwalmdach auf Hausteinsockel, mit Haustein-Eckverzahnungen und kräftig profiliertem Kranzgesims. Die Ostfassade besitzt ein Haustein-Mittelrisalit und einen Dreieckgiebel mit Okulus im Giebelfeld. Zur Baugruppe gehören auch ein Gutshof und eine Scheune. |

## Übrige Baudenkmäler
Hinweis: Anstelle der KGS-Nummer wird als Objekt-Identifikator (ID) die Grundstücksnummer verwendet.
| ID   | Foto |                                                                  | Objekt                                   | Typ | Standort                             | Beschreibung |
| ---- | ---- | ---------------------------------------------------------------- | ---------------------------------------- | --- | ------------------------------------ | ------------ |
| 62   | BW   | Datei hochladen                                                  | Wohnhaus (1910)                          | G   | Postgässli 2 610455 / 180231         |              |
| 133  | ja   | Datei hochladen · Wikidata zu Zehntenhaus (1748/49) (Q125629941) | Zehntenhaus (1748/49)                    | G   | Moosweg 2 609906 / 180412            |              |
| 133  | ja   | Datei hochladen                                                  | Stöckli (Mitte 19. Jh.)                  | G   | Moosweg 4 609897 / 180433            |              |
| 136  | ja   | Datei hochladen                                                  | Bahnviadukt der Gürbetalbahn (1901)      | G   | Entenried N.N. 609559 / 181450       |              |
| 314  | BW   | Datei hochladen                                                  | Bauernhaus (um 1560)                     | G   | Unterbälliz 5 610032 / 180421        |              |
| 425  | ja   | Datei hochladen                                                  | Sekundarschulhaus (1954/55)              | G   | Riedernstrasse 17 610180 / 180048    |              |
| 534  | ja   | Datei hochladen                                                  | Aquädukt (um 1800)                       | G   | Eichberg N.N.2 609416 / 181150       |              |
| 535  | BW   | Datei hochladen                                                  | Wohnstock (um 1685)                      | G   | Entenried 288 609618 / 181559        |              |
| 580  | ja   | Datei hochladen                                                  | Bauernhaus (1898)                        | G   | Postgässli 1 610437 / 180259         |              |
| 580  | BW   | Datei hochladen                                                  | Ofenhaus-Speicher (um 1820)              | G   | Postgässli 1a 610445 / 180244        |              |
| 597  | ja   | Datei hochladen                                                  | Wohn- und Geschäftshaus (1906)           | G   | Bahnhofstrasse 1 610147 / 180436     |              |
| 617  | ja   | Datei hochladen                                                  | Wohnhaus (1878)                          | G   | Lindenweg 11 609969 / 180292         |              |
| 617  | ja   | Datei hochladen                                                  | Speicher (1744)                          | G   | Lindenweg 11b 609953 / 180315        |              |
| 757  | BW   | Datei hochladen                                                  | Bauernhaus (2. Hälfte 18. Jh.)           | G   | Aegertenstrasse 1 610119 / 180515    |              |
| 860  | ja   | Datei hochladen                                                  | Gasthof Krone (1790)                     | G   | Dorfstrasse 5 610150 / 180380        |              |
| 878  | ja   | Datei hochladen                                                  | Wohnhaus mit Laden (1907)                | G   | Oberbälliz 2 610109 / 180327         |              |
| 970  | BW   | Datei hochladen                                                  | Wohnhaus mit ehemaligem Stallteil (1906) | G   | Allmendstrasse 2 610815 / 180112     |              |
| 1079 | ja   | Datei hochladen                                                  | Archiv- und Gefängnisturm (16. Jh.)      | G   | Turmgässli 9 610062 / 180378         |              |
| 1094 | ja   | Datei hochladen                                                  | Bachschulhaus (1912)                     | G   | Allmendstrasse 22 610961 / 180149    |              |
| 1205 | BW   | Datei hochladen                                                  | Löwenbrunnen (1792/93)                   | K   | Eichberg N.N.1 609590 / 181055       |              |
| 1205 | BW   | Datei hochladen                                                  | Peristyl (1792/93)                       | G   | Eichberg 280a 609628 / 181008        |              |
| 1236 | ja   | Datei hochladen                                                  | Reformierte Kirche (1954)                | G   | Buchshaldenstrasse 6 609802 / 180408 |              |
| 2031 | BW   | Datei hochladen                                                  | Ofen-, Schlacht- und Treibhaus (um 1800) | K   | Eichberg 279 609617 / 180996         |              |